# Anselmo Duarte
Anselmo Duarte Bento (Salto, 21 de abril de 1920 – São Paulo, 7 de novembro de 2009) foi um ator, roteirista e cineasta brasileiro. Considerado um dos maiores nomes do cinema brasileiro, foi laureado com a Palma de Ouro no Festival de Cannes pelo seu filme O Pagador de Promessas, obra pela qual o Brasil foi indicado ao Oscar pela primeira vez na história em 1963 na categoria Melhor Filme Internacional.

## Biografia
Era filho do imigrante português José Augusto Bento e da paulista Olímpia Duarte, filha de portugueses.
Anselmo começou no cinema como figurante no inacabado filme de Orson Welles no Brasil, It's All True (1942). Logo após fez o filme Querida Susana com Nicete Bruno e Tônia Carrero, direção de Alberto Pieralise. Com Carnaval no Fogo (1949), produzido na Atlântida e dirigido por Watson Macedo, ele se torna um dos maiores galãs que o cinema brasileiro já teve.
Em 1951, Anselmo Duarte é contratado pela Vera Cruz, ganhando, então, o maior salário da empresa. Seu primeiro filme na companhia, como ator, foi Tico-Tico no Fubá (1952), com Tônia Carrero e Ziembinski, sendo um grande sucesso; na mesma Vera Cruz, fez também "Apassionata", "Veneno" e "Sinhá Moça" (1952). Estreia na direção com Absolutamente Certo (1957), mostrando-se ser, depois, um grande diretor de cinema.
Ganhou a Palma de Ouro e o Prêmio Especial do Júri no Festival de Cannes em 1962 com O Pagador de Promessas, filme que também concorreu ao Oscar de melhor filme estrangeiro. Em Cannes, Anselmo concorreu ao prêmio de melhor diretor com Michelangelo Antonioni, Robert Bresson, Luis Buñuel e Sidney Lumet, entre outros. No júri, François Truffaut teria sido um dos principais defensores do prêmio principal para Anselmo. Também dirigiu outros clássicos do cinema nacional, como Absolutamente Certo e Vereda da Salvação, mas, devido a divergências ideológicas com os adeptos do Cinema Novo, sua carreira entrou em declínio.
Em 1979, fez uma participação especial na telenovela Feijão Maravilha.
Foi membro do júri Festival de Cannes em 1971, também foi um maçom, tendo o seu primeiro grande contato com a maçonaria após participar do filme Independência ou Morte. Teve quatro filhos e casou-se algumas vezes, uma delas com a atriz Ilka Soares.
Em 22 de junho de 2009, foi feito cavaleiro da Ordem do Ipiranga pelo Governo do Estado de São Paulo, na pessoa do então governador José Serra.

Anselmo morreu devido a complicações decorrentes de um acidente vascular cerebral, o terceiro que o acometeu, em 7 de novembro de 2009, enquanto estava internado no Instituto do Coração do Hospital das Clínicas de São Paulo.

## Filmografia

### Cinema

#### Como Ator
| Ano  | Produção                               | Personagem             | Nota                                     |
| ---- | -------------------------------------- | ---------------------- | ---------------------------------------- |
| 2009 | O Homem Que Engarrafava Nuvens         | Ele Mesmo              | Documentário                             |
| 1987 | Brasa Adormecida                       | Sampaio Barroso        |                                          |
| 1985 | Estou com AIDS                         | Ele Mesmo              | Documentário                             |
| 1982 | Tensão no Rio                          | Presidente de Valdívia |                                          |
| 1979 | Embalos Alucinantes: A Troca de Casais | Felipe                 |                                          |
| 1977 | Paranóia                               | Marcelo Ricceli        |                                          |
| 1976 | Já não Se Faz Amor como antigamente    | Atílio                 |                                          |
| 1976 | Ninguém Segura Essas Mulheres          | Amante fictício        | Segmento: "Marido Que Volta Deve Avisar" |
| 1975 | A Casa das Tentações                   | Fiscal Municipal       |                                          |
| 1974 | Assim era a Atlântida                  | Ele Mesmo              | Documentário                             |
| 1974 | O Marginal                             | Lemos                  |                                          |
| 1974 | Noiva da Noite - o Desejo de 7 Homens  | Jogador                |                                          |
| 1972 | Independência ou Morte                 | Joaquim Gonçalves Ledo |                                          |
| 1968 | A Madona de Cedro                      | Adriano Mourão         |                                          |
| 1968 | Juventude e Ternura                    | Estênio                |                                          |
| 1967 | O Caso dos Irmãos Naves                | Comissário             |                                          |
| 1967 | A Espiã que Entrou em Fria             | —                      |                                          |
| 1961 | As Pupilas do Senhor Reitor            | Daniel                 |                                          |
| 1960 | Un rayo de luz                         | Pablo                  |                                          |
| 1958 | O Cantor e o Milionário                | Tito Lívio             |                                          |
| 1957 | Absolutamente Certo                    | Zé do Lino             |                                          |
| 1957 | Arara Vermelha                         | Tenente Luís           |                                          |
| 1956 | O Diamante                             | —                      |                                          |
| 1956 | Depois Eu Conto                        | Zé da Bomba            |                                          |
| 1955 | Carnaval em Marte                      | Ricardo                |                                          |
| 1955 | Senhora                                | Fernando Seixas        |                                          |
| 1955 | Sinfonia Carioca                       | Ricardo                |                                          |
| 1953 | Sinhá Moça                             | Rodolfo Fontes         |                                          |
| 1952 | Veneno                                 | Hugo                   |                                          |
| 1952 | Appassionata                           | Pedro                  |                                          |
| 1952 | Tico-Tico no Fubá                      | Zequinha de Abreu      |                                          |
| 1951 | Maior que o Ódio                       | Estênio                |                                          |
| 1950 | A Sombra da Outra                      | —                      |                                          |
| 1950 | Aviso aos Navegantes                   | Alberto                |                                          |
| 1949 | Pinguinho de Gente                     | Luís Antônio           |                                          |
| 1949 | O Caçula do Barulho                    | Irmão                  |                                          |
| 1949 | Carnaval no Fogo                       | Ricardo                |                                          |
| 1948 | Inconfidência Mineira                  | —                      |                                          |
| 1948 | Terra Violenta                         | Carlos                 |                                          |
| 1947 | Não Me Digas Adeus                     | —                      |                                          |
| 1947 | Querida Susana                         | —                      |                                          |
| 1942 | It's All True                          | —                      | Figurante                                |

#### Como Diretor e Roteirista
| Ano  | Produção                            | Papel                          | Notas                              |
| ---- | ----------------------------------- | ------------------------------ | ---------------------------------- |
| 1979 | Os Trombadinhas                     | Produtor e Diretor             |                                    |
| 1979 | O Caçador de Esmeraldas             | Roteirista                     |                                    |
| 1977 | O Crime do Zé Bigorna               | Diretor e Roteirista           |                                    |
| 1976 | Já não Se Faz Amor como antigamente | Diretor e Roteirista           |                                    |
| 1976 | Ninguém Segura Essas Mulheres       | Diretor e Roteirista           |                                    |
| 1973 | O Descarte                          | Diretor, Roteirista e Produtor |                                    |
| 1972 | Independência ou Morte              | Roteirista                     |                                    |
| 1971 | Um Certo Capitão Rodrigo            | Diretor                        |                                    |
| 1969 | O impossível acontece               | Diretor e Roteirista           |                                    |
| 1969 | Quelé do Pajeú                      | Diretor e Roteirista           |                                    |
| 1965 | Vereda da Salvação                  | Diretor, Roteirista e Produtor |                                    |
| 1962 | O Pagador de Promessas              | Diretor e Roteirista           | Palma de Ouro (Festival de Cannes) |
| 1961 | As pupilas do Senhor Reitor         | Diretor e Roteirista           |                                    |
| 1957 | Absolutamente Certo                 | Diretor e Roteirista           |                                    |
| 1956 | Depois Eu Conto                     | Roteirista                     |                                    |
| 1955 | Carnaval em Marte                   | Roteirista                     |                                    |
| 1952 | Amei um Bicheiro                    | Roteirista                     | (não creditado nos letreiros)      |
| 1949 | Carnaval no Fogo                    | Roteirista                     |                                    |

### Televisão
| Ano  | Título           | Papel                    | Notas                 |
| ---- | ---------------- | ------------------------ | --------------------- |
| 1979 | Feijão Maravilha | Trindade (pai de Eliana) | participação especial |

## Prêmios, indicações e homenagens
- Palma de Ouro - 1962[1]
- Foi homenageado com um Grande Centro de Educação e Cultura (CEC) em Salto, "Tributo a Anselmo Duarte" (2009).
- Convidado especial Palma de Ouro do 50º Aniversário do Festival de Cannes, na França (1997).
- O pagador de promessas ganha cinco prêmios internacionais, com destaque para a Palma de Ouro em Cannes, França (1962).
- Melhor Ator, por Um pinguinho de gente, Prêmio "Revista A Cena Muda", Rio de Janeiro (1949).